# مستشفى الإسراء
مستشفى الإسراء مستشفى تابع للقطاع الخاص، يقع بالقرب من شارع الملكة رانيا مقابل الجامعة الأردنية في مدينة عمان عاصمة الأردن، افتتح المستشفى سنة 2001.

## معلومات عامة
يبلغ عدد الأسِرَّةٌ 160 سريراً، ويقع المستشفى على أرض مساحتها 2400 م2

## الخدمات الطبية المقدمة
يقدم المستشفى خدمات صحية وجراحية مختلفة ويضم عدد من الأقسام من بينها:-
- قسم الطوارئ والإسعاف.
- قسم العناية الحثيثة
- قسم العناية بمرضى القلب والأوعية الدموية.
- قسم القسطرة القلبية والشرايين وزراعة الشبكات.
- قسم متخصص لعمليات تنظير الجهاز الهضمي والتنفسي.
- قسم النسائية والتوليد.
- قسم العلاج الطبيعي والتأهيل بأحدث الأجهزة الطبية المتطورة.
- قسم غسيل وزراعة الكلى.

## وصلات خارجية
- الموقع الرسمي لوزارة الصحة في الأردن